# Barrio Las Angustias
Barrio Las Angustias (conocido también como Puente Cero) es un barrio en el municipio de Cervantes, departamento General Roca, provincia de Río Negro, Argentina. Se encuentra 12 km al oeste de Cervantes, en el límite con General Roca, y 5 km al este de General Roca  y por su mayor tamaño ejerce mucha influencia sobre el barrio. Está compuesta en gran parte por casas precarias. En 2004 la Iglesia católica entregó lotes para poder ampliar el barrio. La urbanización se encuentra al norte del área irrigada del Valle del río Negro.
En 2007 se inauguró la red de gas natural. En 2012 se inauguró la plaza del barrio.

## Población
Contó con 653 habitantes (Indec, 2010), lo que representó un incremento del 13% frente a los 578 habitantes (Indec, 2001) del censo anterior.
El censo 2022 registró una población de 971 habitantes que se repartieron entre 488 hombres y 483 mujeres. Sin embargo, las cifras obtenidas fueron estimativas solo teniendo en cuenta a la población en viviendas particulares; es decir, excluyendo del dato a la población institucional y las personas sin hogar. Gracias a este censo también fue posible conocer su densidad y tamaño urbano.
| Gráfica de evolución demográfica de Barrio Las Angustias entre 1991 y 2022 |
|                                                                            |
| Fuente: Censos nacionales del INDEC                                        |